# Isochromodes aroaria
Isochromodes aroaria là một loài bướm đêm trong họ Geometridae.